# Jakub Lubelczyk
Jakub Lubelczyk (ur. w 1530, zm. w 1563) – polski działacz reformacyjny, pisarz, tłumacz i poeta, pastor kalwiński, jeden z autorów przekładu Biblii brzeskiej.
Pochodził prawdopodobnie z Lublina. Biegle znał język hebrajski i język grecki, dlatego uczestniczył w pracach zespołu tłumaczy tekstu Biblii brzeskiej. Był duchownym kalwińskim w dobrach Mikołaja Reja. Przetłumaczył na język polski łaciński wiersz Trzecieskiego: Pro Re Publica et Rege (Modlitwa za Rzeczpospolitą i za króla) (1559), który uznawany jest za prototyp polskiego hymnu państwowego (w zamyśle twórcy miał zastąpić Bogurodzicę). 
Lubelczyk dwadzieścia lat wcześniej wydał swoje tłumaczenie Księgi Psalmów, niż Jan Kochanowski przetłumaczył Psałterz Dawidów. Tworzył liczne pieśni religijne, które weszły do wielu kancjonałów kalwińskich. Współpracował z wybitnym kompozytorem Cyprianem Bazylikiem, który tworzył muzykę do tekstów Lubelczyka. Wiele z tych utworów było akrostychami, zawierającymi często dedykacje.

## Wybrane dzieła
- Wirydarz krześcijański pięknie przyprawiony a z "Pisma Świętego" wdzięcznymi zioły zasadzony, ku pociesze wiernym ludziem (…) uczyniony (…). Przy tym jest wtóra część – Apoteka Ducha Świętego, ku lekarstwu dusznemu potrzebna (…) (Kraków, 1558).
- Psałterz Dawida onego Świętego a wieczney pamięci godnego Króla y Proroka (...), (Kraków, 1558).

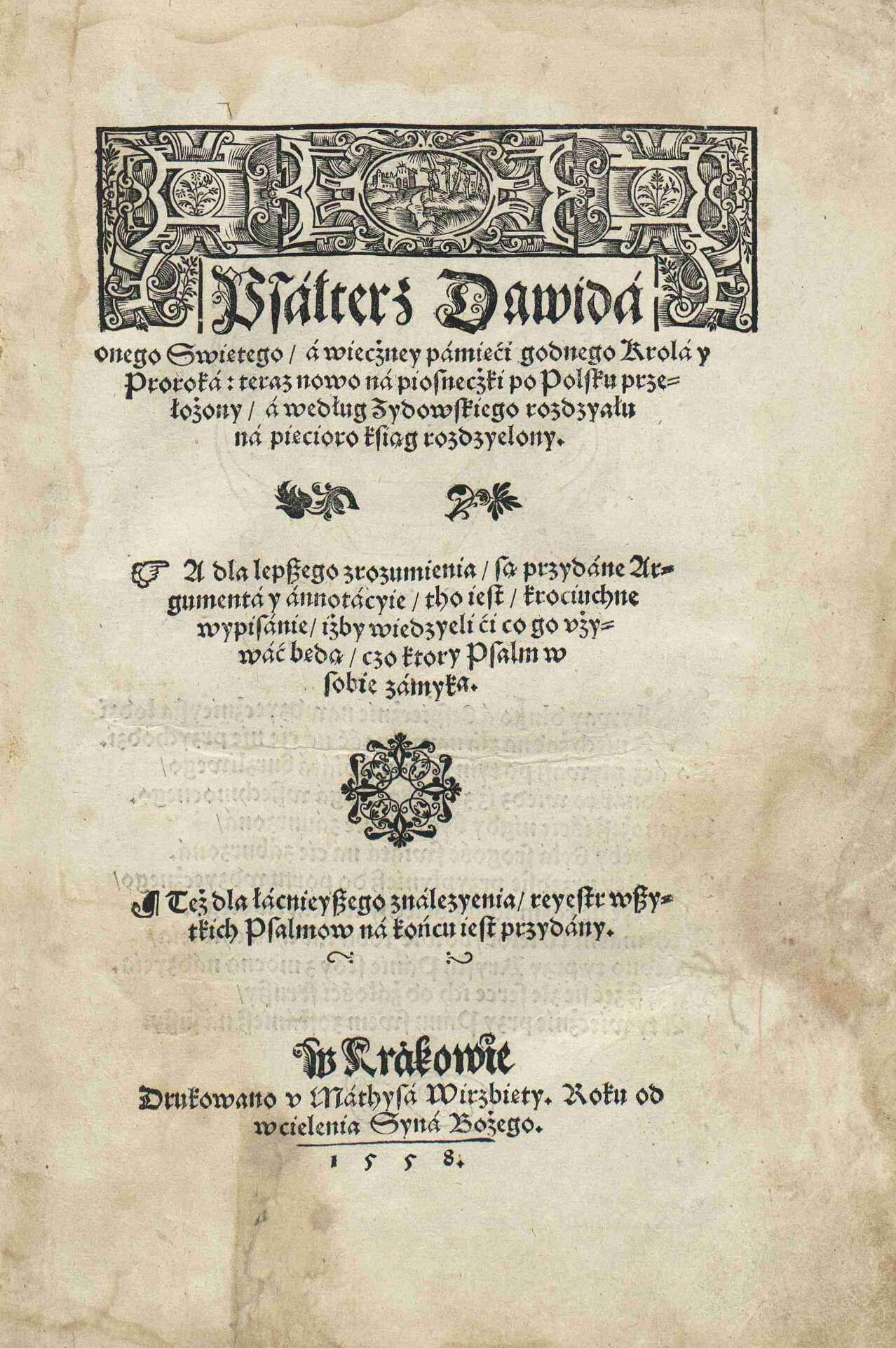
Psałterz Dawida onego świetego a wieczney pamięci godnego króla i proroka 1558
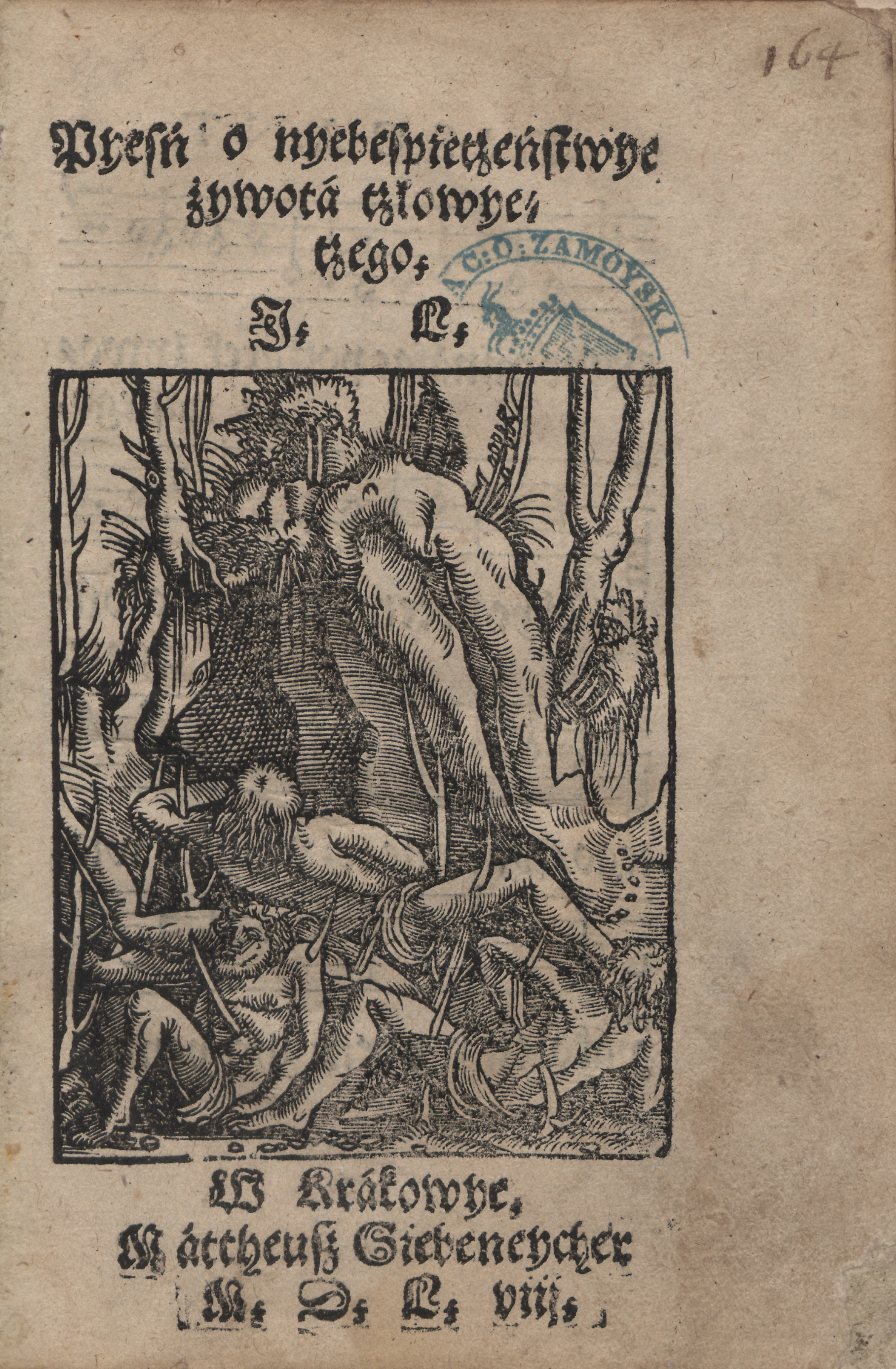
Pyesń o nyebespieczeństwye żywota człowyeczego 1558
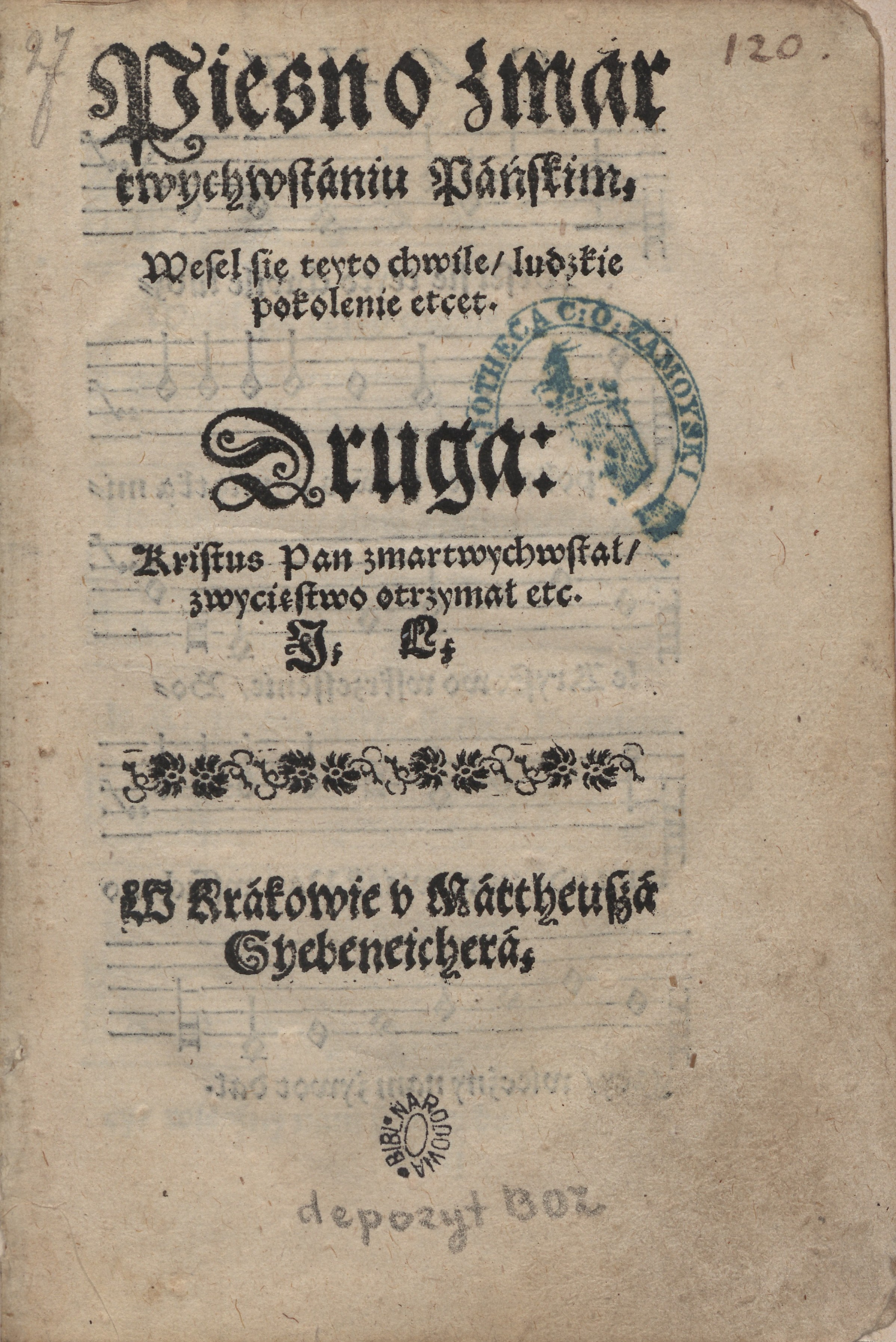
Piesn o zmartwychwstaniu Pańskim: Wesel się teyto chwile ludzkie pokolenie ... ; Druga: Kristus Pan zmartwychwstał, zwycięstwo otrzymał ... 1558